# むつ東通インターチェンジ
むつ東通インターチェンジ（むつひがしどおりインターチェンジ）は、青森県むつ市にある下北半島縦貫道路のインターチェンジである。

## 道路
- 下北半島縦貫道路（国道279号 むつ南バイパス）

## 歴史
- 2019年（令和元年）12月23日 : むつ尻屋崎IC - むつ東通IC間開通に伴い、供用開始[1]。

## 隣
下北半島縦貫道路（国道279号 むつ南バイパス）
むつ尻屋崎IC - むつ東通IC - むつ南IC（事業中）